# Pazzos Bi
Pazzos Bi, de su verdadero nombre Pascal Bimenyimana, nacido el 19 de abril de 1989 a Ruzo-Giteranyi, es un artista, autor y compositor y escritor burundés. Su obra principal se basa sobre la paz, sobre todo en los pilalres de la paz: amor, justicia, verdad, libertad, perdón y reconciliación.

## Treyección artística
Canta principalmente en kirundi, francés y español, pero también ocasionalmente en inglés o suajili. Las letras de sus canciones expresan una fuerte actitud y humor relacionado con la paz. Estudió español en la Universidad Nacional Autónoma de México (Universidad Nacional Autónoma de México UNAM), en el Centro de Enseñanza para Extranjeros (Centro de Enseñanza para Extranjeros CEPE-UNAM). El seudónimo viene de lejos, en la escuela preparatoria, donde se llamaba "Paz", palabra en español que simplemente significa "paz" en lugar de Pascal, y luego terminaba diciendo "Pazzos". La otra parte de su nuevo nombre "Bi" la creó él mismo, poniendo las primeras letras de su nombre "Bimenyimana" (que significa "es Dios quien sabe") Su juventud transcurrió con normalidad, escuchaba bandas como Lion Story, Led Zeppelin, Jimi Hendrix y Otis Redding. Pero es cuando escucha por primera vez al gran Alpha Blondy que su mentalidad cambia y decide volcarse al reggae y hacer canciones por la paz y la reconciliación. El heredero de Alpha Blondy, como es conocido y llamado en la industria, canta en diferentes idiomas e idiomas como francés, español, inglés, suajili, lingala y kirundi (su lengua materna). En 2013 y después de 8 años, lanzó su nuevo disco titulado "Paz interior". Este álbum tiene 7 grandes canciones. Pazzos Bi es reconocido a nivel mundial por su trayectoria como uno de los grandes representantes del reggae actual. México y varias partes de África son quizás las regiones en las que Pascal tiene mayor número de seguidores. Cabe destacar el conocimiento de inglés, francés, español y kirundi (entre otros) por parte de Pazzos Bi, lo que se refleja claramente en sus temas.

## Discografía

### Álbumes
- Aimez-vous, 2020
- Inner peace, 2021

### Sencillos
- Garukira igiti
- Agahinda
- Garuka
- Ikiza
- Amahoro ya Jambo
- Aimez-vous
- Inner peace
- Garukira igiti Rmx
- Garuka Rmx
- Inner peace Rmx
- Le Pouvoir

### Videos populares
- El son de la negra

## Premios
Pazzos Bi ha ganado premio de Lucha contra VIH/sida en 2013 en su escuela, con una de sus canciones "Sida mwansi wacu" en kirundi, lengua natal.